# Tamano Jun
Jun Tamano (sinh ngày 19 tháng 6 năm 1984) là một cầu thủ bóng đá người Nhật Bản.

## Sự nghiệp câu lạc bộ
Jun Tamano đã từng chơi cho Tokyo Verdy, Tokushima Vortis, Yokohama FC và Thespa Kusatsu.